# Seeburg (Mansfelder Land)
Seeburg is een plaats en voormalige gemeente in de Duitse deelstaat Saksen-Anhalt, en maakt deel uit van de Landkreis Mansfeld-Südharz.
Seeburg telt 590 inwoners.